# Mielgunowka (Kraj Nadmorski)
Mielgunowka (ros. Мельгуновка) – wieś w Rosji, w Kraju Nadmorskim, w rejonie chankajskim. W 2010 liczyła 790 mieszkańców.